# Фан Бинбинг
Фан Бинбинг (на китайски: 范冰冰, родена на 16 септември 1981 г.) е китайска актриса. От 2013 г. до 2017 г. тя е включена като най-добре платената знаменитост в списъка на Forbes China Celebrity 100, след като се класира в топ 10 всяка година от 2006 г. насам. Тя се появява в списъка на списание Time на 100-те най-влиятелни хора през 2017 г.

## Биография
Ранната работа на Фен е в източноазиатското кино и телевизия, по-специално в драматичния сериал My Fair Princess (1998–1999). Нейният пробив идва с филма Cell Phone (2003), който е най-касовият филм в Китай за годината. Тя продължава да участва в няколко китайски филма, които включват Lost in Beijing (2007), Buddha Mountain (2011) и Double Xposure (2012). За хедлайнера на филма „Аз не съм мадам Бовари“ (2016), Фан печели награди от филмовия фестивал „Златен кон“, Международния филмов фестивал в Токио, Международния филмов фестивал в Сан Себастиан и наградите „Златен петел“. Нейните чуждестранни филмови роли включват френския филм Stretch (2011), корейския филм My Way (2011), американския филм за супергерои X-Men: Days of Future Past (2014) и хонконгско-китайско-американския филм Skiptrace (2015) .